# The Red Spectacles
The Red Spectacles (紅い眼鏡?, Akai Megane) è un film del 1987 diretto da Mamoru Oshii.
La pellicola, di produzione giapponese, è sceneggiata dal regista con Kazunori Itō, ha come principali interpreti Shigeru Chiba e Mako Hyōdō, ed è il primo lungometraggio della cosiddetta Kerberos saga. In Italia è inedito.

## Trama
Alla fine del ventesimo secolo, la polizia metropolitana di Tokyo aveva iniziato a perdere il controllo della città. Il crimine dilagava e gli abitanti non erano più al sicuro. La soluzione a tutto questo fu l'istituzione dell'Anti Vicious Crime Heavily Armored Mobile Special Investigations Unit, composta da uomini e donne dall'elevata intelligenza e forza fisica e pervasi da un senso di giustizia che sfiora il fanatismo. Soprannominati "Kerberos", sono armati di speciali armature e armi pesanti.
Quello che iniziò come uno sforzo nobile e coraggioso per fermare l'assalto del crimine sfuggì presto al controllo. Le azioni di questi "Kerberos" troppo zelanti e il loro odio smisurato del male presto portarono a un comportamento poco assimilabile a quello di un tutore dell'ordine. La critica pubblica crebbe mentre la loro tattica investigativa diventava più aggressiva, crudele e corrotta. Il punto di svolta si verificò quando un membro di questa unità speciale, durante un'indagine di routine, picchiò a morte un criminale.
Questo fatto divenne il pretesto per chiudere il progetto "Kerberos" per sempre. Tuttavia, alcuni del gruppo si rifiutarono di abbandonare la squadra: tre soldati infatti si ribellarono contro il sistema. Due, dopo essere stati feriti, vennero catturati. Solo un investigatore esperto, Koichi Todome, riuscì a fuggire, promettendo agli altri che li avrebbe presto salvati.
Diversi anni dopo, Koichi, ricercato dal governo, torna a casa per ragioni che non sembrano chiare. La città è decaduta ed è completamente diversa da come l'aveva lasciata. Tutto è surreale e strano, sfocato e anonimo. Koichi vaga cercando di ritrovare il suo passato, i compagni lasciati indietro. Ma la metropoli stessa sembra resistergli, con gli abitanti che comprendono la minaccia che Koichi rappresenta.

## Produzione
Il cast è composto quasi interamente da doppiatori, molti dei quali avevano lavorato precedentemente nell'anime Lamù, scritto e diretto da Oshii.
The Red Spectacles è probabilmente il lavoro più letterale di Oshii. I dialoghi e le parti narrate prevalgono sull'azione vera e propria, con momenti di stasi in cui i personaggi compiono dissertazioni filosofiche di vario genere, toccanti argomenti quali il libero arbitrio e il determinismo, sviluppati o attraverso favole, come "Il magnete e le sabbie di ferro" e "L'orco salvato dal pescatore", o attraverso citazioni di autori classici, quali William Shakespeare e Aleksandr Sergeevič Puškin, o ancora tramite riferimenti a racconti medievali europei e della mitologia greca, come le versioni orali di "Cappuccetto rosso" e il cane da guardia a tre teste dell'Ade Cerbero.

## Distribuzione
Il 25 febbraio 2003, l'edizione in DVD di The Red Spectacles venne pubblicata in Giappone come parte del cofanetto antologico Mamoru Oshii Cinema Trilogy, contenente quattro film e una colonna sonora (su CD). Il 4 novembre, fu distribuita una versione sottotitolata per l'edizione americana del box set (l'unica dell'opera mai diffusa al di fuori dello stato nipponico, ristampata solo altre due volte nel 2004 e 2006), priva però della sezione "Revisited Scene & Production" e del libretto contenente foto e bozzetti.

## Opere derivate
A The Red Spectacles seguirono due prequel, StrayDog: Kerberos Panzer Cops (1991) e il film d'animazione Jin-Roh - Uomini e lupi (1999), diretto da Hiroyuki Okiura, mentre nello stesso 1987 Oshii realizzò While Waiting for the Red Spectacles, un radiodramma sempre prequel scritto da Kazunori Itō con la colonna sonora originale firmata da Kenji Kawai.